# 阿部忠秋
阿部 忠秋（あべ ただあき）は、江戸時代前期の下野壬生藩・武蔵忍藩主。徳川家光・家綱の2代にわたって老中を務めた。同じく老中の阿部重次は従兄にあたる。忠秋系阿部家初代。

## 略歴
阿部忠吉（阿部正勝の次男）の次男（長男という説も）。母は大須賀康高の娘。長兄の夭折により家督を相続する。諱ははじめ正秋、寛永3年（1626年）に徳川秀忠の偏諱を拝領し、忠秋と名乗った。正室は稲葉道通の娘、継室は戸田康長の娘。息子があったが夭折し、その後も子に恵まれず、従兄の阿部政澄（重次の兄）の遺児の正令（後に正能と字を改める）を養子として迎えた（正令は忠秋の隠居にともなう家督相続まで阿部家（宗家）岩槻藩支藩の大多喜藩主として留まった）。
寛永元年（1624年）、父の遺領6000石を継ぐ。同3年（1626年）加増され、1万石の大名となる。同6年（1629年）、5000石加増。同10年（1633年）、小姓組番頭から六人衆（後の若年寄）に転じ、さらに5月5日より老中格に任じられる。同12年（1635年）、下野壬生藩2万5000石に転封され老中。同16年（1639年）忍藩5万石。正保4年（1647年）6万石。寛文3年（1663年）8万石。同6年（1666年）老中退任。同11年（1671年）隠居。延宝3年（1675年）に死去した。
- 元和9年（1623年）、豊後守に叙任。
- 元和10年（1624年）1月11日、父 阿部忠吉、死去。（2月30日に寛永元年と改元）
- 寛永10年（1633年）3月23日、六人衆となる。
- 同年5月5日、老中格に任ぜられる。
- 同年10月29日、老中に任ぜられる。
- 寛永16年（1639年）1月5日、壬生城から転じて忍藩主となる。
- 寛文6年（1666年）2月2日、諸国山川掟を発令した一人。3月29日、老中職を免ぜられる。

## 逸話
- ある寺の僧侶が他国の寺院へ転属する命令を頑として受け入れないため、松平信綱と2人で説得に出かけた。最初に信綱が理路整然と僧侶に転属の理由を述べて説得したが、ますます反発して他の方が適任だと言う始末であった。次に忠秋がどうしても行きたくないのかと聞き、お咎めを受けても行きませんと僧侶は答えたので、では咎めとして転属を申し付けると忠秋が言ったとたん、僧侶は知恵伊豆様（信綱）より豊後様（忠秋）の方が上手ですね（知恵がある）と笑いながら申し付けを受け入れたと言う。
- 徳川家光が櫓に登って小姓たちに「ここから飛び降りた者には褒美を取らせる」と言った。小姓たちがそれに困り、何も出来ずに居ると、家光は不機嫌になり「阿部豊後（忠秋）ならばどうするか尋ねよ」と叱った。報告を受けた忠秋は小姓たちに「再び上様がそのように仰った時は、傘をさせば安心して飛んでご覧に入れますと返答せよ。戯れのお言葉には当意即妙に答えるのがお側につくものの心得」と諭した。後日、家光から同じように櫓の上から飛び降りろと言われた者が、忠秋から教わったとおりに答えると、家光は上機嫌になったという。（『夜譚随芼』より）
- 正保2年10月、家光が神田橋外の鎌倉河岸へ鴨狩りに出かけた。家光は鴨を飛び立たせるために小石を投げるように命じたが、手ごろな石が無かった。そのため、魚屋から蛤を持ち帰らせて小石の代わりにした。翌日、この顛末を聞いた松平信綱は「上様のお役に立った魚屋は幸せ者であり、蛤の代金を取らせる事はあるまい」と言った。しかし同席していた忠秋は、「上様のお役に立ったのは名誉に違いないが、商人は僅かな稼ぎで家族を養っている。上様のなさったことで町人に損失を与えては御政道の名折れである」と反論し、代金を支払わせたという。（『寛明日記』より）
- 慶安の変が起こった後、慶安四年(1651年)12月、酒井忠清は江戸から浪人を追放することを提案し、酒井忠勝、松平信綱らも同意したが、忠秋のみは、江戸に浪人が集まるのは仕事を求めるゆえであって、江戸から浪人を放逐したところで貧窮の結果犯罪者となり、問題の解決にはならないと性急な提案に反対し、その意見に全員が同意した。翌12月11日、公儀は江戸城に大名・旗本を集め、浪人発生の要因であった「末期養子の禁」の実質的な廃止が布告された。
- 『駿台雑話』などには、忠秋と鶉の話が収められている。それによると、忠秋は鶉の飼育を趣味としており、多くの鶉を飼っていた。ある時、町の鳥屋で非常に良い鶉を見つけ、これを欲したが、値段が高かったため購入をためらった。すると後日、忠秋がその上質な鶉を欲していることを知った出入りの者が、これを入手して忠秋に贈った。忠秋はその鶉を受け取ったが、程なくしてこれまで飼っていた鶉共々全ての鶉を野に離し、以降鶉を飼おうとはしなかった。
- 将軍家の奥坊主である休庵という人物が、誤って家光の入浴の折に熱湯をかけてしまった際、家光は激怒して休庵を死罪にしようとしたが、忠秋は休庵が助命されるよう便宜を図って八丈島への流罪へと罪を軽減し、さらに後日久世広之や酒井忠勝と共に休庵に恩赦が下されるよう尽力した。
- 明暦3年1月18日から20日（1657年3月2日 - 4日）に発生した、江戸の大半を焼き尽くした明暦の大火（振袖火事）の出火元は、本郷丸山の本妙寺という寺院とされている。だが巷説として、本妙寺の隣の阿部忠秋の屋敷が火元であったとする説がある。しかし「空前の火災の火元が老中屋敷」ということが露見すると幕府の威信が失墜してしまうため、幕府が要請して「阿部邸に隣接する本妙寺が火元」ということにしたとする一説がある。裏付けとして、火元であるはずの本妙寺が大火後も取り潰しにあわなかったどころか、元の場所に再建を許された上に触頭にまで取り立てられ、大火前よりむしろ大きな寺院となり、さらに大正時代に至るまで檀家ではなかった阿部家が大火の回向料として年15俵の供養料を年毎に奉納していること[3]、などが論拠とされる。江戸幕府廃止後、本妙寺は「本妙寺火元引受説」を主張している。
- なお、上記の「本妙寺火元引受説」に関して岩本馨は「本郷にあったのは同じ阿部でも豊後守家ではなく宗家（武蔵岩槻九万九〇〇〇石、当主定高）の下屋敷（現文京区西片一・ニ丁目）であり、しかもこの屋敷は本妙寺とは隣接すらしていない」と初歩的な誤りで問題にもならない説だと指摘している[4]。
- 忠秋は家綱について家光に後事を託されていたことから、最後まで家綱の将来を案じていた。また、寛永の遺老が相次いで没し、酒井忠清が下馬将軍として権勢を振るっていたことを苦々しく思っていたらしく、死去する前月に酒井忠清が見舞に訪れると、「私が死んだら魂は日光山に行き、大猷院（家光）殿のお膝のもとに住みたい。そしてあなた方の身持ちをきっと見つめている」と述べたという[5]。

## 人物・評価
慶安の変後の処理では浪人の江戸追放策に反対して、就業促進策を主導して社会の混乱を鎮めた。その見識と手腕は明治時代の歴史家竹越与三郎より「（酒井忠勝・松平信綱などは）みな政治家の器にあらず、政治家の風あるは、独り忠秋のみありき」（『二千五百年史』）と高く評価された。鋭敏で才知に富んだ松平信綱に対し、忠秋は剛毅木訥な人柄であり、信綱とは互いに欠点を指摘、補助しあって幕府の盤石化に尽力し、まだ戦国の遺風が残る中、幕政を安定させることに貢献した。関ヶ原の戦いを扱った歴史書『関原日記』（全5巻）の編者でもある。
忠秋は「細川頼之以来の執権」と評せられ、責任感が強く、また、捨て子を何人も拾って育て、優秀な奉公人に育て上げた。子供の遊ぶ様子を見るのが、忠秋の楽しみであった。

## 系譜
父母
- 阿部忠吉（父）
- 大須賀康高の娘（母）

正室、継室
- 稲葉道通の長女（正室）
- 戸田康長の娘（継室）

養子
- 阿部正能 - 阿部政澄の長男、大多喜藩主、のち忍藩主